# Superstar (chanson de Madonna)
Pour les articles homonymes, voir Superstar.
Pistes de MDNA
Some Girls
(6) I Don't Give A
(8)
Superstar est une chanson de l'artiste américaine Madonna, issue de son douzième album, MDNA, paru en 2012. La chanson est sortie uniquement au Brésil sur un CD gratuit avec un exemplaire du quotidien Folha de S.Paulo. Superstar a été utilisée dans une publicité pour la chaîne américaine Bravo.
Le visuel du CD a été créé par Simone Sapienza. Cette graffitiste brésilienne a remporté un concours sponsorisé par le Keep Walking Project de Johnnie Walker. C'est Madonna qui l'a choisie parmi dix finalistes.

## Genèse et composition
Superstar a été enregistrée aux MSR Studios, à New York. Après la finalisation de MDNA, des critiques du monde entier ont été invités aux studios Abbey Road pour écouter l'album. Les critiques ont mentionné que Lourdes Leon, la fille aînée de Madonna, avait participé à Superstar en tant que choriste, ce qui a été confirmé par la chanteuse. Madonna a parlé de cette collaboration lors d'une interview pour The Sun : « Elle est venue me voir au studio ce jour-là. À un moment je lui ai demandé : “Tu chanterais cette partie-là ?” et elle a accepté. » Madonna a ajouté plus tard : « Elle a une très jolie voix. Elle est un peu timide sur ce sujet et elle ne veut pas l'admettre. On frappe toujours à ma porte pour lui proposer plein de choses, des films par exemple. Mais ça ne l'intéresse pas vraiment. Elle a juste envie d'aller à l'école. Elle me dit toujours : “Maman, j'ai envie d'être une fille normale. Je ne suis pas prête pour tout ça.” Je le respecte, et si jamais elle a envie de travailler avec moi sur quoi que ce soit, elle sera la bienvenue. Mais sinon, je la laisse à ses devoirs. »

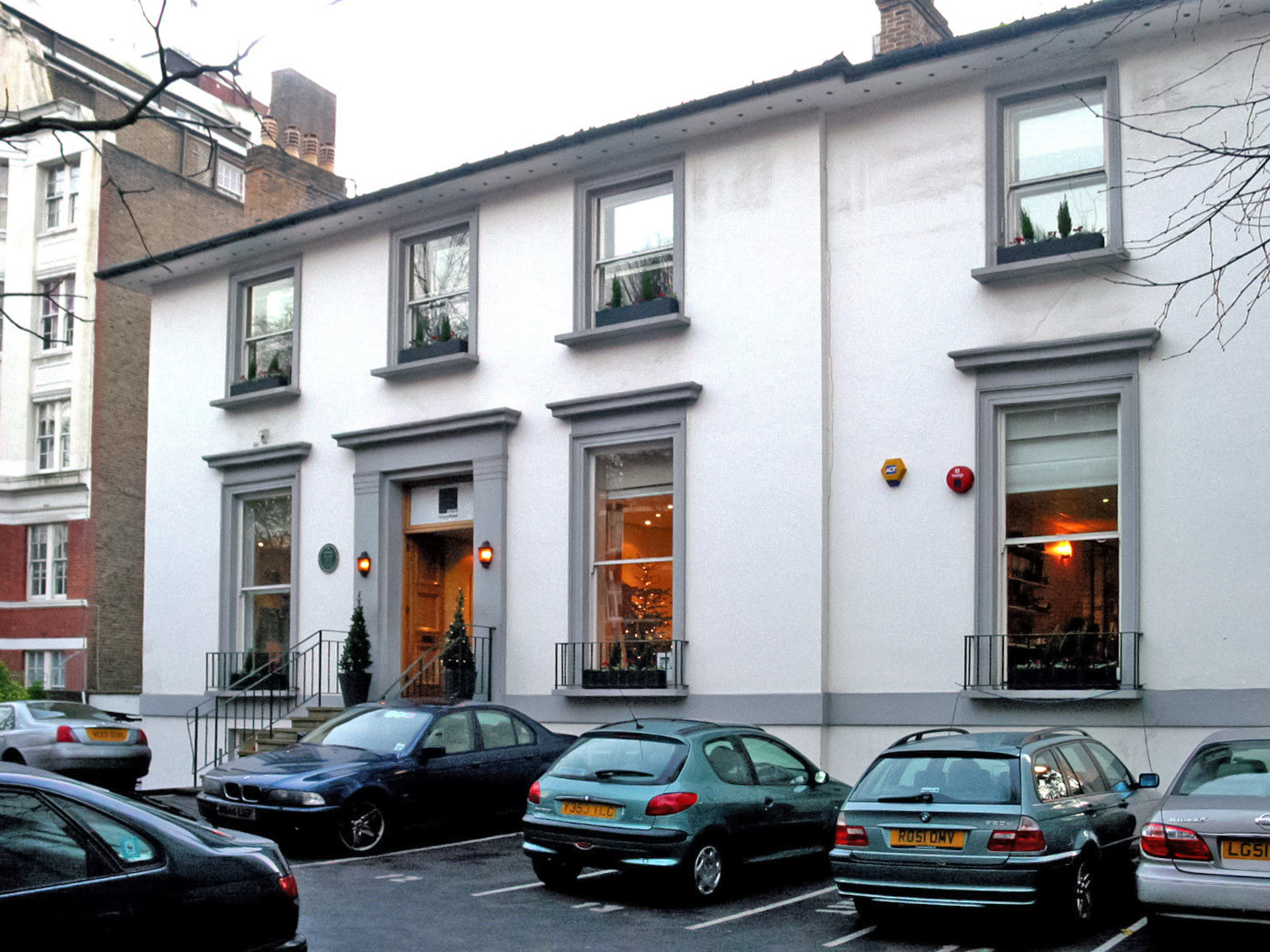
2005 dans la ville de Westminster, Abbey.

Musicalement, Superstar est une chanson dance-pop up-tempo, avec des influences électroniques et dubstep (pour le pont). La chanson fait références à des figures historiques comme Marlon Brando, Al Capone, Jules César, Abraham Lincoln, Michael Jordan, Bruce Lee, John Travolta et James Dean.

## Visuel et sortie
Le visuel de Superstar est une création de la graffitiste brésilienne Simone Sapienza, plus connue sous le pseudonyme de Siss. Sur la pochette, Madonna porte un short (avec l'inscription « Let's have dinner! » : « Allons dîner ! ») et un fouet (avec l'inscription « But you must pay for » : « Mais il faut payer »). Après un concours organisé par le projet Keep Walking Brazil de Johnnie Walker, 30 propositions ont été retenues, et Madonna a fait son choix parmi 10 finalistes.
Lors d'une interview avec un site Web consacré à Madonna, Simone Sapienza a expliqué comment elle avait participé au projet :
« À propos du concours, j'ai lu sur la page Facebook du MIS (Musée de l'Image et du Son) qu’il effectuerait une nuit de création avec des artistes urbains comme Binho Ribeiro. Ça m’a intéressé. On nous a dit que cet atelier aboutirait à la création de la couverture d'un CD. J’ai su, juste avant le début de l'expérience, que c'était pour la couverture de Madonna (MDNA). Tout était mis en place par et avec la participation du directeur artistique Giovanni Bianco, le MIS et Johnnie Walker. Le projet s’appellerait “Keep Walking Brazil”. »
« Une partie de mon inspiration artistique vient des femmes fortes, qui suivent leurs rêves, pour qui rien n'est impossible. Donc, je n’ai pas trouvé trop difficile de créer la couverture de Madonna. Elle est une femme forte et talentueuse qui peut vivre de son art. »
Elle a eu l'occasion de rencontrer Madonna pendant un de ses concerts brésiliens : « Ensuite, lorsque tout le monde fut prêt, Madonna est venue avec ses danseurs. Nous avons parlé du projet. Elle a dit: “Félicitations, bon travail. J'ai beaucoup aimé.” Puis elle a demandé pour une retouche de maquillage, nous avons pris des photos ensemble et ils sont allés sur scène. »
Le CD de Superstar est sorti le 3 décembre 2012. Les abonnés au journal Folha de S.Paulo ont reçu un exemplaire gratuit du single. Le CD contient la version album ainsi qu'un remix du DJ Eddie Amador.

## Supports
- CD single Keep Walking Brazil Special Edition

1. Superstar — 3:55
2. Superstar (Eddie Amador Remix) — 6:18

## Crédits
Crédits issus de l'album MDNA.
- Madonna – auteur, producteur
- Hardy "Indigo" Muanza – auteur, producteur
- Michael Malih - compositeur, producteur, musicien
- Lourdes Leon - chœurs
- Demacio "Demo" Castellon – mixage
- Eddie Amador – mixage
- Simone "Siss" Sapienza – pochette du disque

## Classements
| Chart (2012)                               | Meilleure position |
| ------------------------------------------ | ------------------ |
| South Korean International Downloads Chart | 141                |